# Hermya armiventris
Hermya armiventris là một loài ruồi trong họ Tachinidae.